# Trinidadski guan
Trinidadski guan (lat. Pipile pipile, sin. Aburria pipile) je vrsta ptice iz roda Aburria, porodice Cracidae. Živi isključivo u Trinidadu, jako je blizu izumiranju.
Velika je ptica, duga je oko 60 centimetara, a u sveopćoj pojavi zbog tankog vrata i malene glave poprilično je slična puranima. Šumska je ptica, a gnijezdo gradi u drveću. Polaže tri jaja, koja inkubira isključivo ženka. Ova arborealna vrsta hrani se voćem i bobicama. Uglavnom je crne boje ljubičastoga sjaja. Ćuba na glavi joj je crnkasta. Na krilima su joj veliki bijeli pramenovi. Noge su crvenkaste boje.

## Vanjske poveznice
|  | Zajednički poslužitelj ima još gradiva o temi Pipile pipile |
|  | Wikivrste imaju podatke o taksonu Pipile pipile             |